# UNESCO-Platz

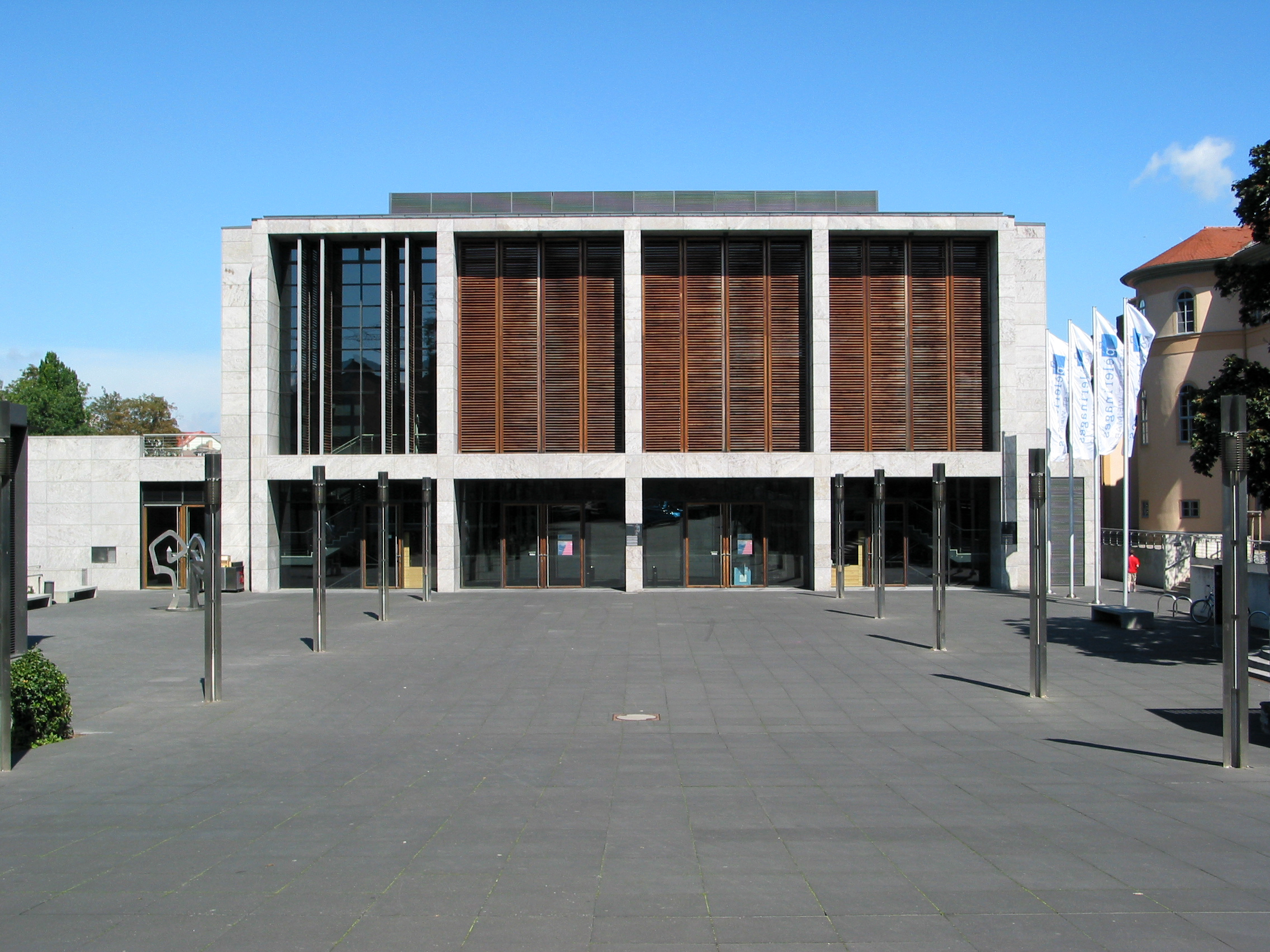
UNESCO-Platz mit Frontansicht der Neuen Weimarhalle

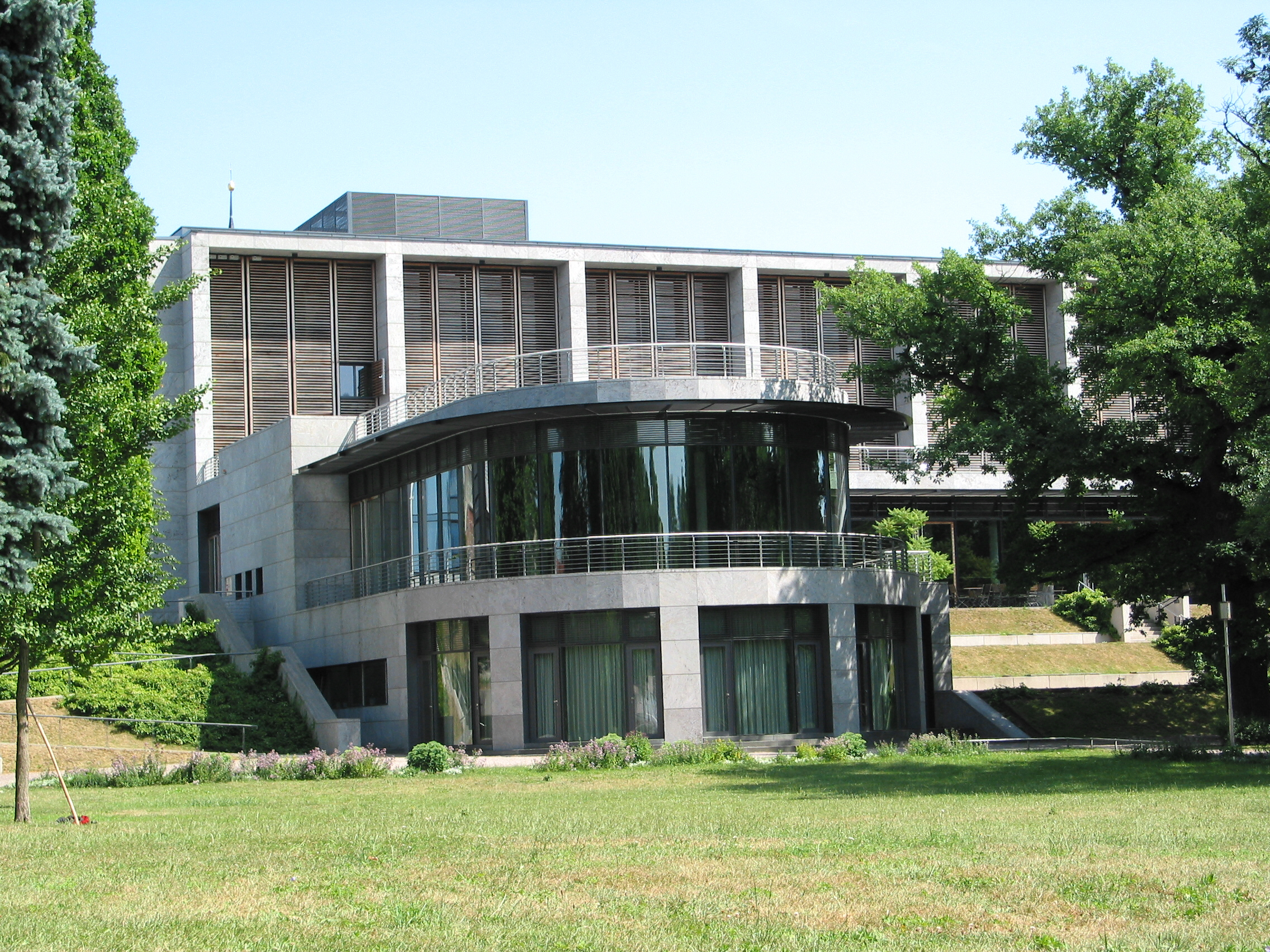
Congresszentrum Weimarhallenpark

Ein länglicher und schmaler Bereich im Weimarhallenpark in der Nordvorstadt parallel zur Karl-Liebknecht-Straße ist als UNESCO-Platz bezeichnet. Er reicht vom Stéphane-Hessel-Platz und dem dort befindlichen Congresszentrum (UNESCO-Platz 1) bis zur Rückseite der Gebäude an der Schwanseestraße. Er tangiert auch die Weimarhalle.
In dem Bereich neben der Weimarhalle in Richtung Schwanseestraße bzw. Karl-Liebknecht-Straße zwischen der Bürgerschule Weimar und dem Stadtmuseum Weimar ist ein Durchgang wie auch unter dem Gebäude in Richtung Schwanseestraße. In diesem Bereich ist eine Edelstahlinstallation errichtet worden mit dem Symbol der UNESCO-Krone. Es betont die Anlage dieses Platzes die außerordentliche Bedeutung Weimars für die Zivilisation überhaupt. Die Ernennung erfolgte 1999 im Zusammenhang mit der Ernennung Weimars zur Kulturhauptstadt Europas.
Der gesamte Bereich des Weimarhallenparks, der den UNESCO-Platz mit einschließt, steht auf der Liste der Kulturdenkmale in Weimar (Sachgesamtheiten und Ensembles).
Koordinaten: 50° 58′ 59,3″ N, 11° 19′ 29,5″ O